# Добаш зебровий
Доба́ш зебровий (Picumnus cirratus) — вид дятлоподібних птахів родини дятлових (Picidae). Мешкає в Південній Америці.

## Опис

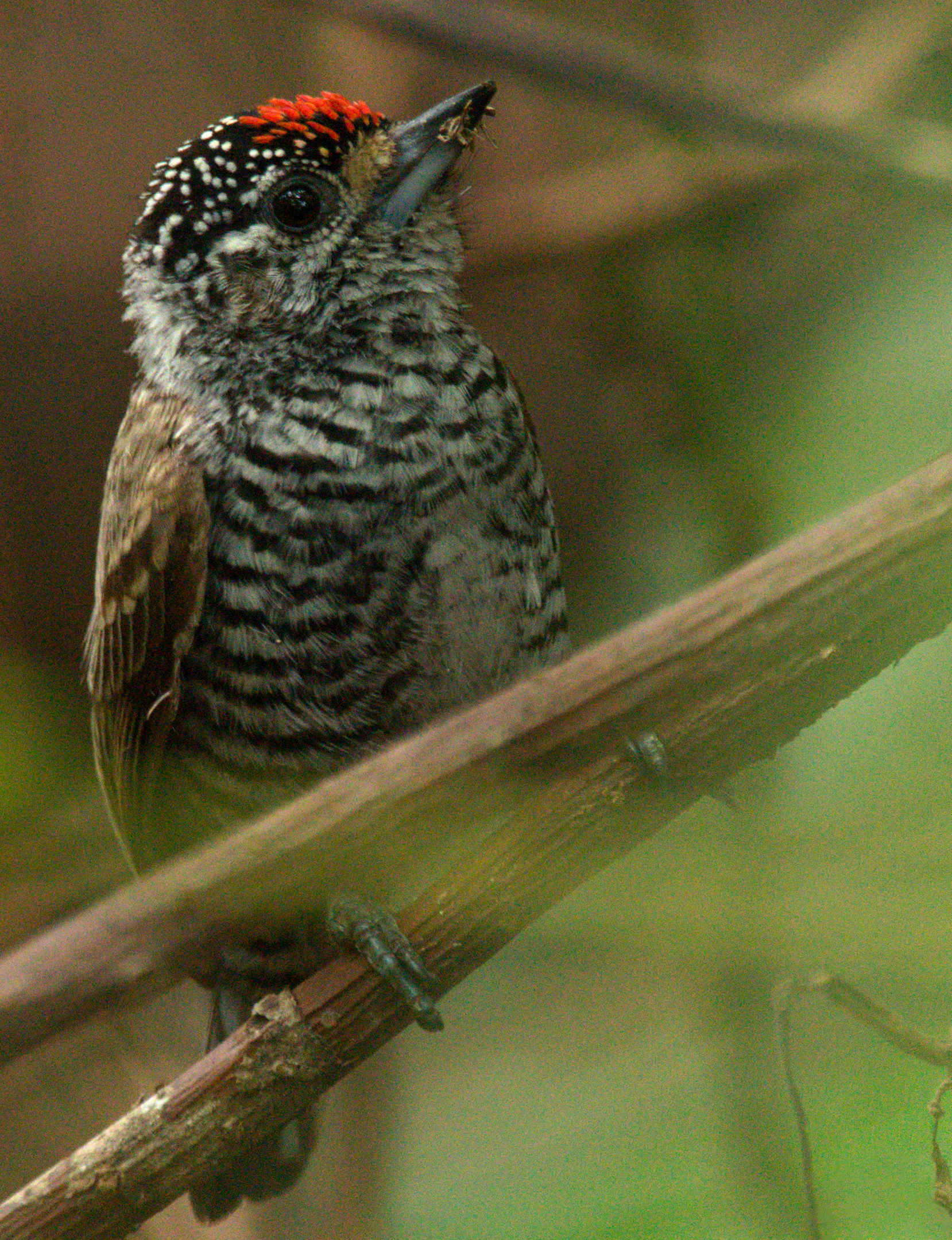
Самець зебрового добаша

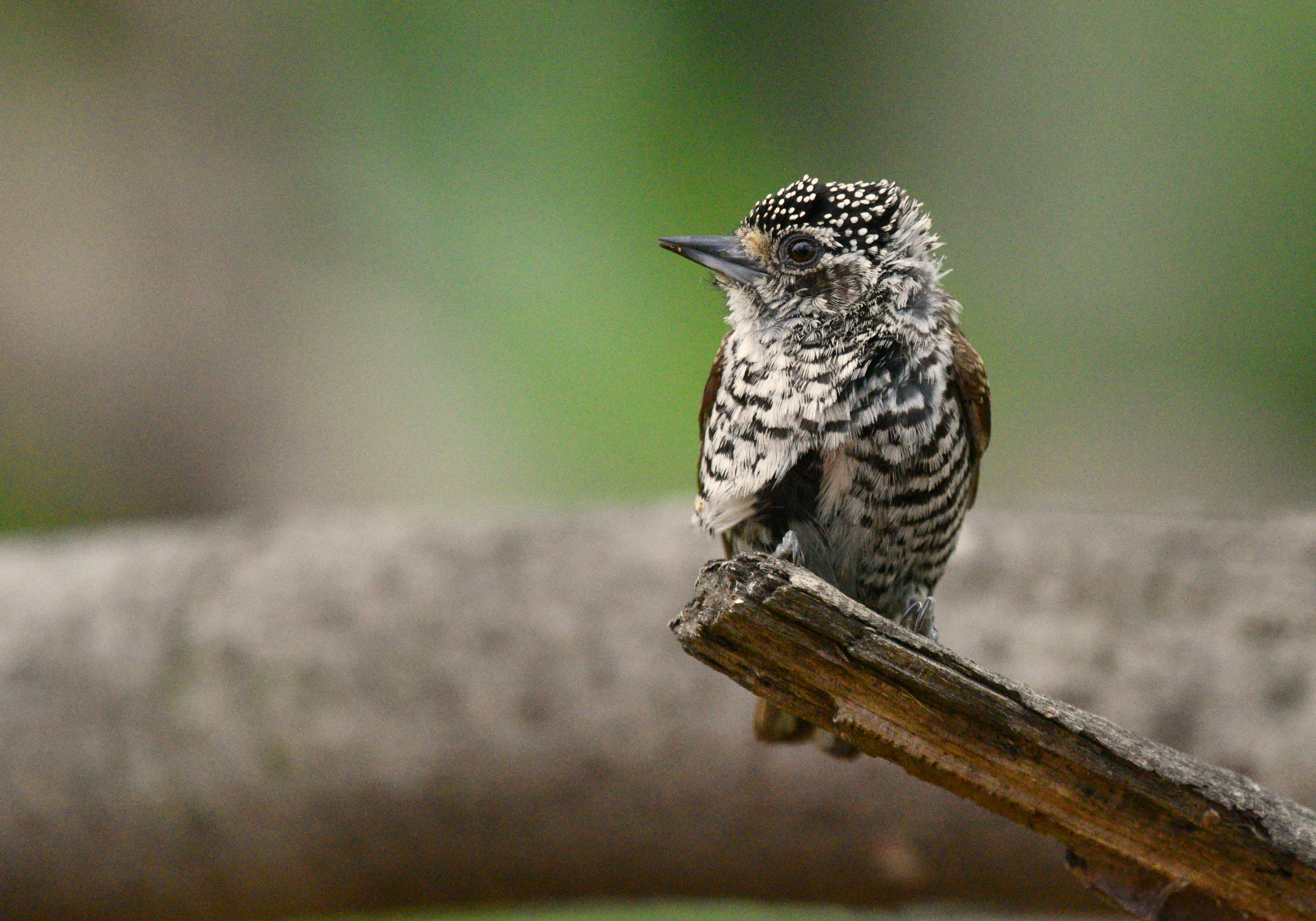
Самиця зебрового добаша

Довжина птаха становить 9-10 см. Тім'я чорне, поцятковане білими плямками, у самців передня частина тімені також поцяткована червоними плямками. Верхня частина тіла рудувато-коричнева або оливково-коричнева, легко поцяткована білими смужками. Махові пера шоколадно-коричневі. Скроні і щоки оливково-коричневі, за очима білі смуги. Нижня частина щок, підборіддя і горло білі, легко поцятковані чорними смужками. Нижня частина тіла біла або кремова, поцяткована чіткими чорними смужками, найбільш широкими смужками поцятковані живіт і боки. Хвіст шоколадно-коричневий, центральні стернові пера білі, крайні стернові пера мають білі кінчики. Навколо очей сизуваті кільця, очі карі.

## Підвиди
Виділяють шість підвидів:
- P. c. macconnelli Sharpe, 1901 — північно-східна Бразилія (нижня течія Амазонки на захід до гирла Тапажоса);
- P. c. confusus Kinnear, 1927 — південно-західна Гаяна, крайня північ Бразилії (східна Рорайма) і Французька Гвіана;
- P. c. cirratus Temminck, 1825 — південно-східна Бразилія (від Мінас-Жерайсу до Парани) і східний Парагвай;
- P. c. pilcomayensis Hargitt, 1891 — південно-східна Болівія, Парагвай і північна Аргентина;
- P. c. tucumanus Hartert, E, 1909 — північна Аргентина (від західної Сальти до Ла-Ріохи);
- P. c. thamnophiloides Bond, J & Meyer de Schauensee, 1942 — Анди на південному сході Болівії (Чукісака) та на північному заході Аргентини (північна Сальта).

## Поширення і екологія
Зеброві добаші мешкають у Венесуелі, Французькій Гвіані, Бразилії, Болівії, Парагваї і Аргентині. Вони живуть у вологих і сухих тропічних лісах і чагарникових заростях, на узліссях, в галерейних лісах, бамбукових заростях, саванах, парках і садах. Зустрічаються на висоті до 2200 м над рівнем моря.

## Поведінка
Зеброві добаші зустрічаються переважно поодинці, іноді приєднуються до змішаних зграй птахів. Живляться мурахами, жуками та їх личинками. Представники північної популяції гніздяться з липня по грудень, представники південної популяції — з вересня по березень.